# Tour du Finistère
Le Tour du Finistère  est une course cycliste française créée en 1986 et qui se déroule sur une journée autour de la ville de Quimper.
Cette épreuve était réservée à sa création aux amateurs et a été ouverte aux professionnels à partir de 2000. Cette course est classée dans l'UCI Europe Tour  en catégorie  1.1 depuis 2005. Elle est également inscrite en 2007 comme épreuve comptant pour la Coupe de France de cyclisme.
L'édition 2020 est annulée en raison de la pandémie de maladie à coronavirus.

## Palmarès
| Année                  | Vainqueur              | Deuxième             | Troisième            |                  |
| ---------------------- | ---------------------- | -------------------- | -------------------- | ---------------- |
| Course amateur         |                        |                      |                      |                  |
| 1986                   | Jean-Jacques Lamour    | Philippe Tranvaux    | Philippe Dalibard    |                  |
| 1987                   | Philippe Dalibard      | David John Tonks     | Dominique Le Bon     |                  |
| 1988                   | Pierre Le Bigaut       | Philippe Quéméneur   | Bertrand Sourget     |                  |
| 1989                   | Philippe Dalibard      | Camille Coualan      | Éric Heulot          |                  |
| 1990                   | Philippe Mondory       | Stéphane Galbois     | Camille Coualan      |                  |
| 1991                   | Dominique Le Bon       | Jean-Louis Conan     | Frederic Galerne     |                  |
| 1992                   | Pierre-Henri Menthéour | Jean-Philippe Rouxel | Jean-Louis Conan     |                  |
| 1993                   | Dominique Le Bon       | Éric Le Rigoleur     | Pascal Le Tanou      |                  |
| 1994                   | Pascal Deramé          | Michel Lallouët      | David Delrieu        |                  |
| 1995                   | Michel Lallouët        | Anthony Morin        | Dominique Rault      |                  |
| 1996                   | Camille Coualan        | Dominique Rault      | Sylvain Desbois      |                  |
| 1997                   | Walter Bénéteau        | Christophe Faudot    | Jean-Philippe Rouxel |                  |
| 1998                   | Franck Trotel          | Freddy Ravaleu       | Nicolas Dumont       |                  |
| 1999                   | Laurent Estadieu       | Pascal Pofilet       | Michel Lallouët      |                  |
| Course professionnelle |                        |                      |                      |                  |
| 2000                   | Sébastien Hinault      | Jean-Cyril Robin     | Anthony Langella     |                  |
| 2001                   | Franck Renier          | Jean-Cyril Robin     | Xavier Jan           |                  |
| 2002                   | David Bernabéu         | Johan Coenen         | Eddy Lembo           |                  |
| 2003                   | Nicolas Fritsch        | Yoann Le Boulanger   | Julien Laidoun       |                  |
| 2004                   | Daniele Balestri       | Mickaël Buffaz       | Bert Scheirlinckx    |                  |
| 2005                   | Simon Gerrans          | David Moncoutié      | Yury Trofimov        |                  |
| 2006                   | Sergey Kolesnikov      | Pierrick Fédrigo     | Mikel Gaztañaga      |                  |
| 2007                   | Niels Brouzes          | Yann Huguet          | Konstantin Klyuev    |                  |
| 2008                   | David Le Lay           | Aleksejs Saramotins  | Rémi Pauriol         |                  |
| 2009                   | Dimitri Champion       | Pierrick Fédrigo     | Anthony Geslin       |                  |
| 2010                   | Florian Vachon         | Leonardo Duque       | Cédric Pineau        |                  |
| 2011                   | Romain Feillu          | Armindo Fonseca      | Sandy Casar          |                  |
| 2012                   | Julien Simon           | Samuel Dumoulin      | Jonathan McEvoy      |                  |
| 2013                   | Cyril Gautier          | Frederik Veuchelen   | Anthony Geslin       |                  |
| 2014                   | Antoine Demoitié       | Julien Simon         | Armindo Fonseca      |                  |
| 2015                   | Tim De Troyer          | Jérôme Baugnies      | Julien Simon         |                  |
| 2016                   | Baptiste Planckaert    | Samuel Dumoulin      | Alexandre Geniez     |                  |
| 2017                   | Julien Loubet          | Julien Simon         | Pierre Latour        |                  |
| 2018                   | Jonathan Hivert        | Romain Bardet        | Guillaume Martin     |                  |
| 2019                   | Julien Simon           | Andrea Vendrame      | Baptiste Planckaert  |                  |
| 2020                   | annulé/abandonné       | annulé/abandonné     | annulé/abandonné     | annulé/abandonné |
| 2021                   | Benoît Cosnefroy       | Sean De Bie          | Rasmus Tiller        |                  |
| 2022                   | Julien Simon           | Clément Venturini    | Sandy Dujardin       |                  |
| 2023                   | Paul Penhoët           | Sandy Dujardin       | Axel Zingle          |                  |
| 2024                   | Benoît Cosnefroy       | Corbin Strong        | Rudy Molard          |                  |
| 2025                   | Aubin Sparfel          | Bastien Tronchon     | Émilien Jeannière    |                  |